# 대전맹학교
대전맹학교는 대전광역시 동구에 소재하는 공립 특수학교이다. 시각장애인 학생을 위한 교육환경을 만들기 위해 유치원, 초등학교, 중학교, 고등학교 및 전문이료학사과정인 전공과가 통합된 형태의 학교이다.

## 연혁
- 1953년 4월 14일 : 충남맹인학원으로 개교
- 1957년 : 대전맹인학원으로 변경
- 1962년 10월 2일 : 대전맹학교로 인가